# Избори за председника Србије
Избори за председника Србије, по Уставу, одржавају се сваке пете
године. Први пут су одржани 1990. године, када је та функција уведена.

## 1990.
Дана 9. децембра те године одржани су први избори за председника Србије. Кандидовала су се
32 кандидата. Убедљиву победу однео је Слободан Милошевић, лидер СПС и тадашњи председник српског државног Председништва.

## 1992.
У децембру те године, паралелно са ванредним изборима за републички парламент, одржани су и ванредни председнички избори. Овога пута били су узбудљивији, јер је Милошевићу супротстављен тадашњи премијер СРЈ, Милан Панић, иза којег је стала опозиција. Међутим, Милошевић је однео победу и добио нови мандат.

## 1997.
Када је Милошевић изабран за председника СР Југославије, јула 1997. године, расписани су избори за председника Србије. Они су одржани септембра те године. У другом кругу учествовали су кандидат социјалиста Зоран Лилић, и лидер Српске радикалне странке Војислав Шешељ. Према подацима изборне комисије, Шешељ је победио Лилића али његова победа није проглашена јер на изборе није изашао довољан број бирача. Нови избори расписани су за децембар исте године.
Овога пута, социјалисти су кандидовали Милана Милутиновића. Он је у другом кругу, према подацима изборне комисије, победио Шешеља тесном већином. Радикали су оптуживали да су избори покрадени.
Милутиновић је ступио на дужност председника Србије децембра 1997. године.

## 2002.
Пошто је Милутиновићу мандат истицао јануара 2003. године, избори за шефа државе расписани су за септембар 2002. У првом кругу највише гласова добили су тадашњи председник СРЈ, Војислав Коштуница, и његов главни противкандидат Мирољуб Лабус којег је подржао ДОС. У другом кругу, средином октобра, Коштуница је добио више од Лабуса али на биралишта није изашао довољан број бирача, па председник није изабран. Нови избори расписани су за 8. децембар исте године.
На поновљеним изборима, највише гласова добили су Коштуница и Војислав Шешељ.
Међутим, овај пут другог круга није било, јер већ у првом није изашло више од 50%
уписаних бирача.

## 2003.
Након што је Милутиновићу истекао мандат, јануара 2003, вршилац дужности председника Србије постала је тадашњи председник републичке Скупштине, Наташа Мићић.
Мићићева је расписала нове председничке изборе за новембар те 2003. Од шест кандидата, највише гласова добили су Томислав Николић, заменик председника СРС, и Драгољуб Мићуновић, којег је кандидовао ДОС. Међутим, ни овај пут председник није изабран, јер на бирачка места није изашао довољан број бирача.

## 2004.
Почетком 2004. године, Драган Маршићанин је изабран за председника парламента и он је постао в. д. шефа државе.
Скупштина Србије је фебруара те исте године изменила закон о бирању председника Републике. Наиме, укинут је потребан цензус од 50% уписаних бирача. Тако су створени услови да се изабере председник Србије.
Након што је Маршићанин изабран за министра привреде у новој српској Влади, за председника Скупштине и в. д. шефа државе изабран је Предраг Марковић.
Он је априла те 2004. расписао нове председничке изборе за 13. јуни.
У првом кругу, највише гласова добили су тадашњи заменик председника Српске радикалне странке Томислав Николић (30,6%) и Борис Тадић (лидер Демократске странке) (27,3%). Међутим, морао је да се одржи други круг.
Дана 27. јуна, Борис Тадић освојио је у другом кругу 53,2% гласова и тако је изабран за трећег председника Републике Србије.

## 2008.
Након доношења новог Устава Србије (новембра 2006. године), одржани су најпре избори за Скупштину Србије (јануара 2007. године). Маја месеца формирана је нова Влада, а уставни Закон предвиђао је да се избори за председника Републике морају расписати до краја године.
Дана 12. децембра 2007, председник парламента Оливер Дулић расписао је изборе за председника Републике за 20. јануар 2008. године. Крајем децембра, парламент је успео да усвоји све законе који су неопходни како би функција председника Републике била усаглашена са новим Уставом.
Дана 20. јануара, одржан је први круг избора. Кандидат Српске радикалне странке, Томислав Николић, добио је (према коначним подацима Републичке изборне комисије) 39,99%, а кандидат Демократске странке, Борис Тадић, добио је 35,39% гласова. 
Дана 3. фебруара, у другом кругу, Борис Тадић је већином гласова (50,5% : 47,7%) победио Николића и освојио други мандат на дужности председника Републике.

## 2012.
Почетком априла месеца, тадашњи шеф државе Борис Тадић поднео је оставку како би се са редовним општим изборима у земљи, 6. маја, одржали и ванредни председнички. 
У првом кругу, 6. маја, највише гласова, по трећи пут, освојили су кандидат ДС-а Борис Тадић (25,3%) и кандидат Српске напредне странке, Томислав Николић (25,05%).
Други круг је одржан 20. маја. Томислав Николић односи победу над Тадићем, освојивши 49,5% гласова и тако постаје четврти председник Републике Србије. На дужност је ступио 31. маја.